# Not for Nothin'
Not For Nothin‘  est un album du Dave Holland Quintet.

## Description
Enregistré en septembre 2000, cet album du Dave Holland Quintet suit sur la lancée du précédent, Prime Directive et présente les mêmes musiciens. Holland laisse beaucoup de place à ses solistes qui apportent tous au moins une composition au disque. Celui-ci explore le son classique du quintet teinté de rythmes complexes, d’improvisations simultanées et d’échanges entre  solistes dans un cadre post-bop.

## Titres
1. Global Citizen (Eubanks) (11:13)
2. For All You Are (Holland) (8:19)
3. Lost and Found (Potter) (9:28)
4. Shifting Sands (Holland) (5:20)
5. Billows of Rhythm (Kilson) (6:46)
6. What Goes Around (Holland) (13:05)
7. Go Fly a Kite (Nelson & Allen) (6:13)
8. Not for Nothin' (Holland) (5:54)
9. Cosmosis (Holland) (6:11)

## Musiciens
- Dave Holland – Contrebasse
- Chris Potter – Saxophones Soprano, Alto et Ténor
- Robin Eubanks – Trombone et Cowbell
- Steve Nelson – Vibraphone et Marimba
- Billy Kilson – Batterie